# Rubtsovsk
Rubtsovsk é uma cidade na Rússia, o centro administrativo de um raion do Krai de Altai. A cidade é localizada na via ferroviária Turquestão–Sibéria.
Entre os tipos de transporte público da cidade há trólebus.

## Esporte
A cidade de Rubtsovsk é a sede do Estádio Torpedo e do FC Torpedo Rubtsovsk, que participa do Campeonato Russo de Futebol.